# Marix Loevensohn
Marix Loevensohn est un violoncelliste belge né le 31 mars 1880 à Courtrai (Belgique) et mort le 24 avril 1943 à Montauban (France).

## Biographie
Marix Loevensohn naît le 31 mars 1880 à Courtrai.
Il étudie au Conservatoire de Bruxelles et fait ses débuts en public à Londres à l'âge de quatorze ans.
Il mène une carrière de soliste et se produit en tournées en Angleterre, notamment, avec des artistes tels Ignacy Paderewski et Adelina Patti.
Comme pédagogue, Marix Loevensohn enseigne à Berlin, Amsterdam et Bruxelles.
Comme chambriste, il est successivement membre des quatuors à cordes de Wilhelmj, Ysaÿe et Thomson.
Comme musicien d'orchestre, il est violoncelle solo de l'Orchestre du Concertgebouw sous la direction de Willem Mengelberg, entre 1915 et 1936. À Amsterdam, il fonde aussi le Trio du Concertgebouw en compagnie du violoniste Louis Zimmermann (nl) et du pianiste Jaap Spaanderman.
Il est le dédicataire de plusieurs œuvres, d'Henriëtte Bosmans (Sonate pour violoncelle et piano, 1919 ; Poème pour violoncelle et orchestre, 1923), Willem Pijper (Sonate pour violoncelle et piano no 1, 1919) et Albert Roussel (Concertino pour violoncelle et orchestre, 1936), notamment.
Marix Loevensohn meurt le 24 avril 1943 à Montauban.